# Oster (Chernígov)
Oster (del ucraniano: Осте́р) es una ciudad de Ucrania perteneciente al raión de Chernígov en la óblast de Chernígov.

## Localización
Se ubica en la confluencia de los ríos Oster y Desná, a medio camino entre la capital regional Chernígov y la capital nacional Kiev, sobre la carretera T1008.

## Historia
Fue fundada en 1098 por Vladímir II Monómaco, como una fortaleza denominada "Gorodets", perteneciente al principado de Pereyáslav. La fortaleza fue destruida en 1240 por la invasión mongola de la Rus de Kiev, pero se han conservado hasta la actualidad algunas ruinas, incluyendo la iglesia de San Miguel, de finales del siglo XI. La localidad actual fue refundada en el siglo XIV por el Gran Ducado de Lituania. A partir de 1648, fue objeto de disputa entre la República de las Dos Naciones y el Hetmanato cosaco vinculado al Zarato ruso; en la República, Juan II Casimiro le dio en 1662 el Derecho de Magdeburgo y su escudo de armas, mientras que los cosacos terminaron conquistando la localidad en 1664. En 1803 pasó a ser capital de un uyezd de la gobernación de Chernígov. La Unión Soviética le dio el estatus de ciudad en 1961.

## Demografía
| Gráfica de evolución de Oster entre 1861 y 2021 |
|                                                 |
| UKRcensus.                                      |